# Phaonia varicolor
Phaonia varicolor este o specie de muște din genul Phaonia, familia Muscidae, descrisă de Wei în anul 1990. Conform Catalogue of Life specia Phaonia varicolor nu are subspecii cunoscute.